# 荀林父
荀 林父（じゅん りんぽ、生没年不詳）は、中国春秋時代の晋の政治家。姓は不明、氏は荀、もしくは官職名から中行、諱は林父、諡は桓。荀桓子、中行桓子とも呼ばれる。荀息の孫、荀逝敖の子。

## 生涯

### 中行の将
晋の名門として名高い荀氏は、荀息の代に献公の謀臣として虢や虞を滅ぼす一助を成すなどの権勢を振るったが、その後の奚斉、悼子の横死のあおりを受けて荀息が自害したことで家勢が傾き、恵公の頃の荀氏は逼塞状態に追い込まれていた。
しかし、文公が即位して後の紀元前633年、晋に三軍が設置された際に荀林父は文公の御者に任じられ、ここから荀氏の家勢が上向き始める。翌紀元前632年、文公が三行の兵（歩兵部隊）を編成したときは、その統率に当たる中行の将に任じられ、荀林父はこれに感激して中行を氏とした。
紀元前620年、六卿の第四位に当たる上軍の佐に昇進し、正卿・中軍の将の趙盾（趙宣子）を支えた。

### 邲の戦い
趙盾の引退後、景公の代には正卿・中軍の将となり、紀元前597年の邲の戦いにて荘王率いる楚軍と戦ったが、晋軍内部の乱れを押さえることができず、楚に大敗した。帰国した荀林父は景公に死を乞うたが、景公は士渥濁（士貞伯）の助言を聴き入れてこれを許さなかった。

### 復権
敗戦後に晋から背いた鄭を討伐する際は、鄭国内に侵入して閲兵のみをおこなって引き上げた。鄭は晋軍の厳粛さをみて大いに恐れ、鄭襄公は楚に出かけて晋について相談した。荀林父は戦わずして晋の威信を取り戻すことに成功したのである。これによってようやく晋軍は荀林父の元にまとまり、その後は盛んに活動する晋の北方の狄を討伐した。
死後、「桓」を諡され、中行桓子と呼ばれる。